# 三八式步枪
三八式步槍（日语：／ sanpachi-shiki hohei-juu）為手動步槍，日本陆军於日俄戰爭同年（1905年，明治三十八年）正式采用为制式武器，一直到第二次世界大战。三八式步槍在中國一向俗稱為三八大蓋，由於其槍機上有一個随枪机連動的防塵蓋以及机匣上刻有“三八式”字样而得名。

## 設計及歷史
三八式步槍的原型是三十年式步槍和三五式海軍步槍。三十年式步槍仿造自德國毛瑟步枪，設計師是有坂成章大佐，以取代從甲午戰爭以來，仿造法國M1874步槍不可靠也打不準的二十二年式村田步槍。有坂在設計三十年式步槍時起初設定了三種口徑作為研發方向：6毫米、6.5毫米以及7毫米。6毫米口徑對於當時的日本工藝技術上還是一個很大的困難，在當時的日本人不像現在在飲食上能夠得到均衡的發展，所以體格也因為飲食的關係身形較瘦小，所以在面對7毫米口徑的後座力對當時體格較小的日本人來說又太強；6.5毫米口徑剛剛好，因此獲得採用。三十年式步槍於1897年進行制式化生產，並於1903年完成日本全軍更換整裝。
至於日本陸軍換發三十年式步槍後，日本海軍陸戰隊也跟著換槍，有坂成章將設計案轉將給部屬南部麒次郎大尉負責改进。南部麒次郎只進行了小改良，將表尺改為直立式（日方稱為「扇転式」，亦即表尺像扇子一樣立起來），並且加上槍機蓋（遊底覆を追加した；使用前须取下），並命名為三五式海軍步槍（三十五年式海軍銃）。
三十年式步槍在1904年至1905年日俄戰爭下受到最嚴格的挑戰。日軍在中國東北戰場上使用三十年式步槍的表現暴露出問题，因為中國北方常有來自蒙古與黃土高原的細小沙塵，很容易飄進槍身机匣內部導致操作故障，因此造成日軍官兵上下發起勤奮擦槍保養運動。然而日本人一向以細心而著稱，但是細心在戰場上卻要了不少官兵老命；三十年式的槍機部設計可以說是相當精良，但也可以反過來說複雜度相當高，日軍官兵在面對日復一日沙塵入侵的同時，往往必須將步槍分解到更細緻的程度才能有效清除塵土污垢，也因此在步槍分解與組裝上發生許多嚴重的故障，最糟糕的包括三十年式步槍有根很容易折斷的撞針（firing pin）。
上述的情形在日俄戰爭後被提出討論與進行改善，這時候已經升任小石川炮兵工廠研究所所長的南部麒次郎因此將槍機重新進行簡化，同時在槍機表面增加了一個隨槍機連動的防塵蓋。然而增加防塵蓋，卻又為操作時增加了獨特的金屬噪音。其他改进包括在准星两侧增加护翼，三八式步槍机械瞄准具早期采用V型缺口照门，后期采用覘孔式照门。南部很快地完成三十式步槍的改良後，於明治四十年（1907年）5月開始制式化在東京小石川炮兵工廠進行生產。雖然正式的制式化量產從1907年開始，不過南部麒次郎將新改良開發的步槍到明治三十八年（1905年）才命名；明治41年3月開始，新式的三八式步槍逐漸成為部隊的標準配備，到了明治43年（1910年），部隊中的三十年式步槍就全面被三八式步槍取代了。
该枪的正式名称为三八式步兵铳，但是“三八式小铳”的名称从大正初期就成了半官方的叫法。
值得注意的是在大正3年（1914年）4月，原本槍身机匣上傳統象徵皇室的菊御紋章刻印宣布廢除了，所以往後的三八式步槍就沒有菊花刻印紋。大正10年（1921年）4月，三八式步槍又進行了一次防鏽蝕（発錆防止）的改進工程，並且重新將右旋膛線從6條縮減改為4條。昭和13年（1938年），日本依據國家總動員法進行三八式步槍的緊急增産，直到第二次世界大戰結束。
在日本侵華战争中，日軍装备以及中国抗日军民通過缴獲獲得的三八式步枪、加上后来描写抗日战争的众多文艺作品也使得“三八大盖”（三八式步枪在中国的俗称）在中国有很高的知名度。华东军区的總結認為三八枪的優点是精确度高，枪管钢质好，保养得好能連續射擊一萬發。在太平洋战争中，日军與装备半自动步枪的美军作战，三八式步枪在射速方面明显不如M1加兰德步枪，有人做过实验，熟练射手使用三八式步枪可以用8秒向四个目标打出五发子弹，而加兰德步枪可以在4-5秒向四个目标打出八发子弹。
此枪和零式戰鬥機一同普遍被現為日本軍隊的象徵。昭和47年横井庄一下士回日本時聲称：“我將天皇陛下賜給我的三八式步枪带回来了。”

## 结构

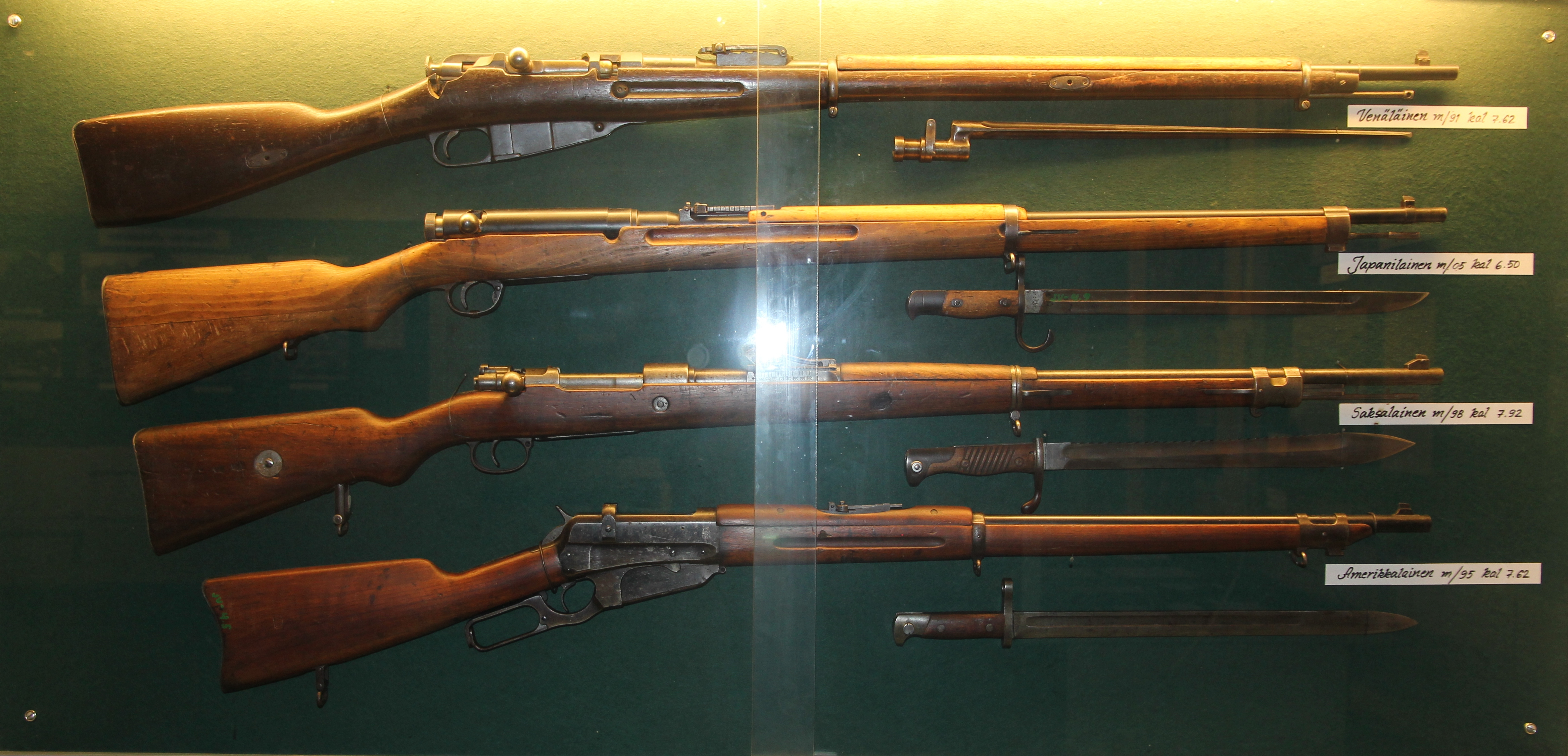
三八式步枪与同时代一些步枪对比

三八式步枪重3.73公斤，加上30年式刺刀為4.1公斤。槍身全長127.6公分，加上刺刀後長166.3公分，該槍一大特征就是它的長度，有人認為三八式步槍就如它的前身，像是三十式步槍（全長127.5公分，加上刺刀長166.5公分）以及村田步槍（全長121公分），都是基於肉搏戰所設計步槍。然而與它同时代的主流步枪如毛瑟Gewehr 98步枪（1898年设计）為125公分枪身长加50公刺刀，莫辛-纳甘M1891步枪的130.6公分枪身及带刺刀全长173.8公分的长度对比时并不奇怪。
抗日战争的二十世纪三十年代，與一战后已经普遍缩短枪长的各国新一代所谓“短步枪”相比，三八式步枪显得格外长；而且日軍當時普遍身高矮小，在雙方拼刺刀認為較為長的步槍有利。日本到1939年之後才將制式采用口徑改为7.7毫米的九九式“短步枪”，但产量不足而且优先供应太平洋战场，不能全面取代三八式步槍。
三八式步槍的機匣製作公差小，表面經過防蝕處理，槍機在機匣內運行順暢，機匣上面有兩個排氣小孔，保證射擊時的安全，槍機上方是截面為隨著槍機前後滑動的“n”型的防塵蓋，防塵蓋上有開口供直式拉機柄伸出，槍機尾部有圓帽型的轉動保險裝置。槍機組件的設計極大簡化，其部件數量比毛瑟槍還少3個零件，僅有5個零件，是當年旋轉後拉式槍機步槍中結構最簡單的，提高可靠性和減低維護保障難度，但零件外形複雜增加了加工難度。
三八式步槍的彈倉鑲嵌在槍身內，容量5發子彈，三八式步槍的彈倉還有空倉提示功能：當彈倉內最後一發槍彈射出後，槍機後拉到位時托彈板會頂住槍機頭無法向前運動提醒射手裝彈。另外，三八式步槍的槍託加工方式與一般步槍的槍托用一整塊木料切削而成不同，是用兩塊木料拼接而成的，這種方式雖然容易開裂但可節省木材。

## 弹药
三八式步槍採用6.5毫米有坂（Arisaka）彈藥；該彈設計時的要求是力圖以世界最小級別口徑的步槍彈打碎哥薩克騎兵的馬腳骨，它也成功實現了目標。以三八式步槍122.6倍徑的槍管來看，槍管倍徑實在過長，彈藥能量被槍管與彈頭的摩擦力遞減的問題，長倍徑的設計方式讓射擊時的槍枝重心因為質量因素而往前傾，亦即在無依託射擊情形下，射手左臂有過負荷（over-sustained）的情形，當射手體型並不高大時缺點會更明顯。此外以50毫米彈殼的火藥容積率粗算值（Solidity Approximative Measure）來算，只有49.51立方公分。
三八式步槍在射擊時由於長倍徑使槍身的配重而傾向前方，加上子彈的火藥容積有限，反而可以有效提高射速，因為後座力被倍徑的質量形成的配重與低火藥量的子彈抑制，對於當時體型矮小的日本人而言，三八式步槍射擊時後座力小、易於控制，瞄準幾乎不受干擾，對於射擊具有天份的射手而言，三八式步槍是一把非常穩定又易於操控的步槍。另外，由於三八式步槍使用小裝藥子彈，其槍機閉鎖時相當牢固，發生膛炸時幾乎都是槍管爆裂，罕有槍栓突耳斷裂的情形。美軍在日本投降後評估三八式步槍完全能使用威力更大、裝藥更多的子彈。
帶彈量方面一名步槍手腰帶前方有30發裝的彈包兩個，背後有60發裝的一個大彈包共計120發。

## 威力的比较
三八式步槍最初沿用其前身三十年式步槍採用的6.5毫米有坂（Arisaka）圆头彈藥；在德国研制出新型尖头弹后，日本也於1907年研制出三八式6.5毫米尖头弹；三十八年式枪弹弹头直径6.65毫米，壳颈直径7.34毫米，壳肩直径10.59毫米，弹底直径11.56毫米，底缘直径11.84毫米，底缘厚度1.143毫米，弹壳长50.8毫米，全长75.69毫米，弹头重9克，全重21克，装药2.14克。弹头为8:2混合的铜镍合金被甲。它的前身三十年实包为32grain的装药发射160grain的圆头弹。另外供大正十一年式轻机枪所用的子弹虽然外形并无不同，实为减装弹，日军在供机枪使用的弹包印上表示减装的“G”。
由于三八式步槍口径小，无法开发燃烧弹之类的特殊弹种，因此只有普通（Full Metal Jacket）彈頭。從倍徑上換算過來M1903春田步槍的.30-06子彈等於是63毫米的彈殼推送7.62毫米的彈頭經過78倍徑的槍管。三八式步槍有效射程有460公尺，以一战到二战这个距离都绝对够普通步枪兵使用。除与火藥量低有關以外，有坂子彈的彈頭首先長徑比就大約是一比五（.30彈頭的長徑比大約一比三），並且又是「非艇尾」（non boat-tail）設計的彈頭，彈頭與槍管貼和面積過大，摩擦力也高，雖然彈頭長徑比使得彈頭穿透力優良，但彈頭殺傷力在较远距离大幅下降。

### 非艇尾设计
沒有「艇尾」的彈頭威力比有「艇尾」的彈頭大，肇因彈頭受火藥推送面積大並且享有較佳的氣密效應於有「艇尾」的彈頭。
6.5毫米有坂子彈在大氣中高速前進時，其梭狀尖端能夠快速有效地將空氣「推開」，不過子彈推開大氣後，彈頭後方會形成小小的真空，大氣會以正常的壓力進行補償合併；在前進中的子彈正後方會一直保持一個真空區域由於子彈前方空氣被推開的關係，大氣在進行回填的程序時會受到真空的影響而優先填補真空的部份，也等於說空氣追逐著這一塊真空並且還以被吸入的方式進行填補，所以空氣會持續呈現出渦流狀（turbulence）。
一般來說有「艇尾」的彈頭在空氣動力學上會有較佳的表現，遠勝沒有「艇尾」的彈頭。尤其依賴慣性為動能的拋射物其動能遞減的效率最快，尤其大部分平底型子彈有效射程不足原因與此有關。由於彈尖前方的空氣幾乎是被劃開而非被推開，彈頭尾端直徑小於口徑，以至於彈頭後方的真空區空間跟著縮小，等於大氣順著彈頭形狀進行合併而不是被推開後再合併；彈頭飛經之處大氣等於幾乎沒有被干擾過，因此自然也不會產生渦流干擾彈頭。
K98步枪为例，该枪到1934年正式采用船尾弹。美国兵工在1926年采用.30 M1“球弹”。

### 杀伤力
三八式步槍還有一個特性是擁有低伸平穩的彈道與終端彈道， 儘管6.5毫米三八式子彈初速有762米每秒，三八式步槍的彈道特性肇因與槍管的長短並無絕對關係；其彈道低伸平穩原因由於彈頭的口徑與長徑的倍比高達一比五，因此除了前述彈頭在大氣中的飛行特性造成彈道低伸的特性之外，高長徑比的子彈受限於體積、體積與尺寸的關係，運動的特性往往從一般大氣的環境下突然變化成為高密度的環境時，例如人體，密度的變化限制了彈頭進行物理性的變化。 也就是說普遍說來低長徑比並且具有矛式（Spitz）彈尖的彈頭很容易因為密度的變化而在擊中與擊入物體後產生滾轉（tumble），而滾轉又會引發與加速彈頭的變形與彈頭罩（Metal jacket）破裂，尤其彈頭曾經先擊穿過堅硬的物體而變形後，彈頭的破裂（甚至碎裂）的過程會變的更快。
三八式步槍總共開發出三種6.5毫米彈藥，最初所開發的彈藥殺傷力最小，是圓頭彈，打到人體沒擊中要害都是輕傷。 據說很多經歷過抗戰的老兵對於1937年日本侵華戰爭初期有坂子彈的印象就是具有“一槍兩眼”（貫穿力）的效果。 日本在1939年不顧慮補給難度開始裝備使用7.7毫米有坂彈的九九式步槍，計劃在戰爭中完全取代三八式，因1941年珍珠港事件日美開戰作罷；但日軍同時對6.5毫米有坂彈頭進行了改動。 至1945年美國海軍陸戰隊開始與日本陸軍在西太平洋展開奪島戰，在任職美國陸軍軍醫部的Beyer, Arima & Johnson於二戰時期出版的“彈道殺傷”第一章“敵人彈藥”中有以下對日本38式步槍的6.5毫米子彈有細緻的描述，稱其中頭部到軀幹中彈後形成可怕的巨大穿出傷的亦不在少數。 另外吳東才主編《晉冀豫根據地》中明確提到過三八式步槍彈比7.92毫米步槍彈的殺傷力更大，晉察冀解放區兵工廠在1946年日本投降後，生產子彈中6.5毫米和7.9毫米的數量對等，由此可知1946年後的38步槍的彈藥比1937年時已增大。  。
而據北美的槍支愛好者的記事，使用當今的該槍可以在150-200m米有效射殺棕熊，並稱6.5有坂彈長在150米、最多200米內命中人體會出現相當可觀的彈頭變形，在200米—600米距離上飛行彈道會非常穩定，命中人體之後也很難失穩因此會形成進口出口一樣大的情況。 超過600米後的致傷效果和其他同時期步槍彈沒有決定性差別。

### 隱匿性
小口徑的彈頭經過長度約31.5吋（797毫米）的槍管之後，发射药在枪管内充分燃烧，槍口在射擊時的閃焰幾乎不明顯，原因在於這一段距離的空間內彈藥的燃燒程序無法完成，因此射手得於黑暗中得到掩護與隱匿（見槍管）。
三八式步槍與其衍生型九七式狙擊步槍在這一點發揮的非常優異，往往在太平洋戰場上美軍在特定距離內死於日軍冷槍之下而無法快速標定日軍狙擊手的位置進行還擊，其長達797毫米的槍管，即使在夜間美軍官兵也無法看見九七式狙擊步槍吐出的火舌；在白天也見不到九七式狙擊步槍口的白煙與塵土。
但不代表日軍狙擊手是無敵的；狙击手面对优势敌人时基本全都无法移动位置因此马上就会被发现射杀；對於美軍的攻擊僅僅發揮「遲滯」而不是「威嚇」的效果。美軍针对日軍狙擊手为了获取良好视野依托高大树木沒有改變位置的戰術，一旦遭遇狙擊手，步兵在環境允許的情況下可呼叫M3李坦克用37毫米M3炮發射霰彈「Canister」砲彈，把狙擊手跟灌木叢或者是樹梢实施清除式炮轟。

## 衍生型
三八式步槍的衍生型：
- 三八式卡賓槍又稱為三八式骑枪（三八式騎銃），是三八式步枪中短枪管型号。它不僅用於當時的騎兵、工兵、炮兵、後勤兵、通訊兵、航空隊的基地警備部隊等部队也有採用。三八式卡賓槍的全長缩短了30.6公分，槍管短了31公分。該槍在於當初設計給騎兵使用，因此騎兵在衝鋒肉搏時，沒辦法在衝鋒時把刺刀從腰際抽出來再裝上槍。因此又研制了带折叠式刺刀的卡宾枪，被稱為四四式卡賓槍又稱為四四式骑枪（四四式騎銃，机匣上刻有“四四式”字样），三棱形刺刀是折收於槍管下护木凹槽中，要捅人的時候再從後向前轉推出來。槍管縮短31.5公分，长度減到95.5公分，含刺刀長130.9公分，三八式卡賓槍並不輕，重3,965公斤；槍口初速降低至708米每秒，然而表定有效射程仍為500公尺。
- 三八式狙擊步槍，九七式狙擊槍未量產前，日本陸軍由現役的三八式步槍臨時改裝使用的改型。日軍挑選精度較高的三八式步槍加装日本光學工業生产的2.5倍光学瞄准镜。但改良幅度不大，一般人很難分別三八式狙擊步槍與九七式狙擊步槍的差別，但可以從枪机上直式拉机柄伸出以及槍身上有「三八式」刻印分辨。
- 九七式狙擊步槍以三八式步枪为基础于1937年研制成，為了避免枪手操作不便，三八式的直式拉机柄改为下弯式，避免射击时拉机柄操作被瞄准镜干扰，瞄准镜基座装在机匣左侧，最初为2.5倍瞄准镜，后期改装4倍瞄准镜。减轻全枪重量，枪身上机械瞄准具予以保留。套住枪身的第二个箍上装有钢丝制支架，射击时作为稳定用脚架，平时向前折叠。

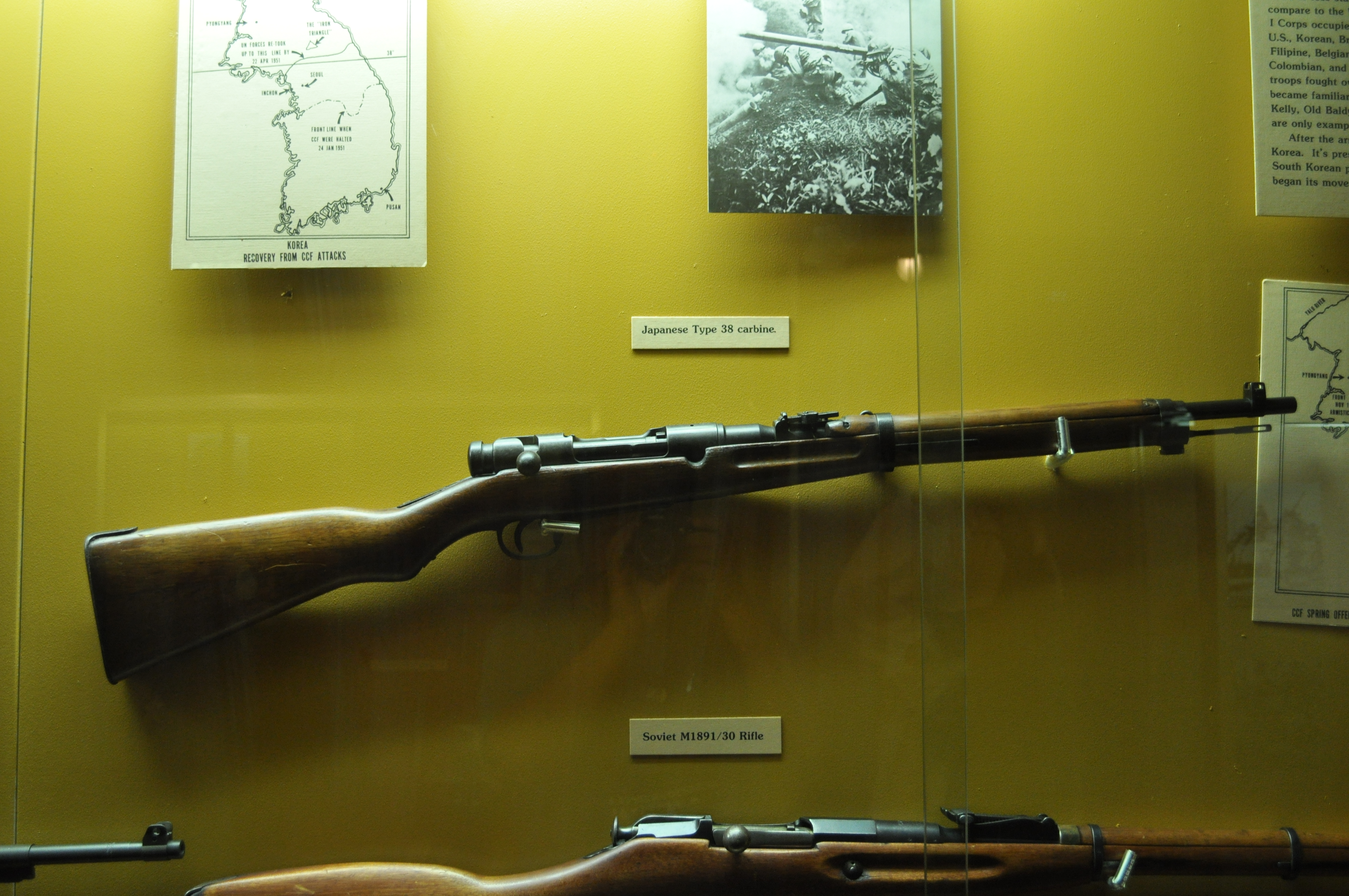
三八式卡賓槍
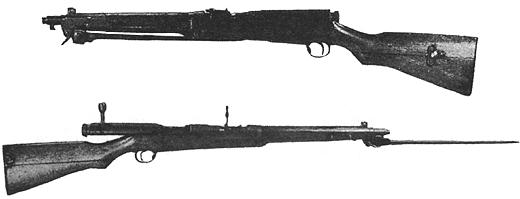
四四式卡賓槍
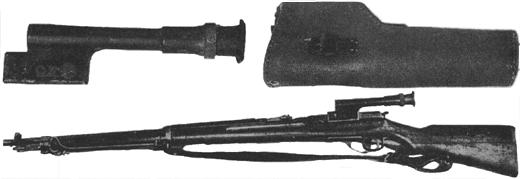
九七式狙击枪

## 改良型
中日戰爭爆發後，日軍面對中國戰場的敵軍時對三八式步槍的子弹威力過小，無法破壞车輛或擊中有一定掩护的敌人一直有所抱怨。為了加大殺傷力，加大口徑是最直接的手段，後來改良的九九式步槍。
比起三八式步槍，九九式步槍較三八式步槍除了威力加強之外還有下列的特點：
- 提升命中率與彈道精準度，準星與照門也與以改良，增加對空射擊表尺。
- 由於反衝増加，單脚架變成標準配備。
- 藉由縮短槍身減輕總重量，步兵的機動性也提升了。

二式步槍是九九式步槍的衍生型。
三八式半自动步枪，由萱場製作所提出方案，外形上最显眼的是20发的弹匣。设计近似美国彼德森步枪。只存在图纸而未存实物。

## 其他用戶

### 歐洲及美洲國家

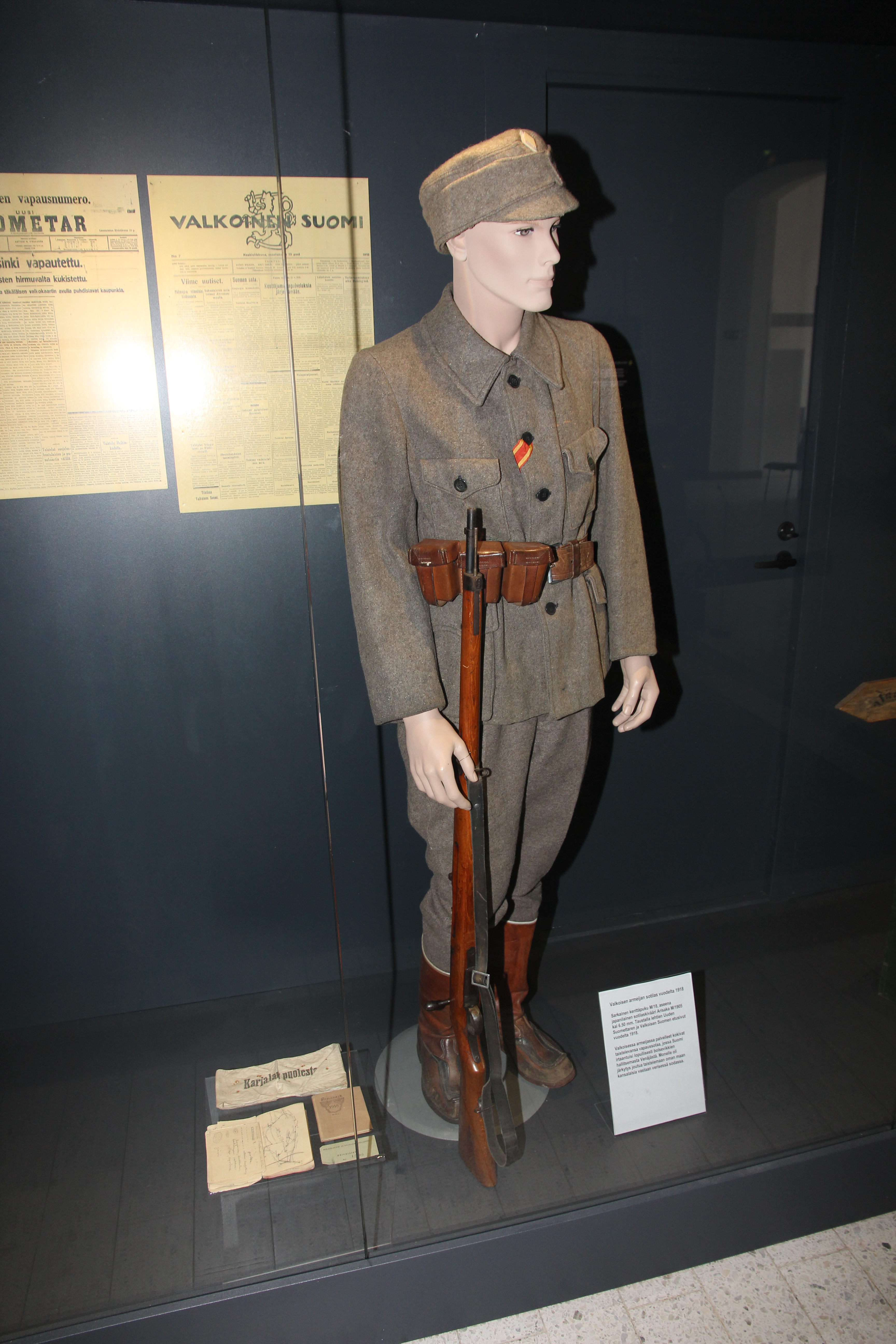
在芬蘭內戰中，三八式步槍曾被白衛隊士兵使用，芬蘭人將它命名為M/05步槍

三八式步槍生產時間相当長，除了日本自國使用以外，第一次世界大戰期間因部份歐陸國家的軍火產能不足，也從日本進口大量三八式。
一戰期间，三八式和三十年式被英國人用于訓練及裝備部份前線部隊，以節約昂貴的英式.303彈為彈藥。
由于俄羅斯帝國在一戰期間軍火嚴重短缺，因此便向日本訂購大量的三八式步槍，數量甚至令日本的兵工廠供不應求以應付戰事，而在俄國內戰时期的捷克斯洛伐克军团使用的步槍幾乎都是三十年式和三十八年式。同时由沙俄设计，被部份人認為是世界第一款突擊步槍的费德洛夫M1916自動步槍也採用6.5×50毫米有坂子彈，這是考慮到其在當時的主流步枪全威力弹中威力剛剛好，後座力不會太大。而费德洛夫本人亦很欣赏三八式步槍，因为它的精度很好，价格也比莫辛-納甘步槍低很多。蘇聯建國後，部份多餘的三八式被當成援助物資提供給中華民國及一些親蘇軍閥。
西班牙共和軍在西班牙内戰時收到由蘇聯和墨西哥提供的三八式步枪
芬蘭自俄羅斯獨立後也有為後備部隊裝備三八式卡賓槍。當中在1918年的芬蘭內戰中就使用了超過7,000把日本製的步槍及卡賓槍，包括三八式步槍，它們被命名為“M/05步槍”。
其他國家，如阿尔巴尼亚和墨西哥等也有少量引进過三八式。

### 中華民國（1949年前）
中華民國的步兵長期以來都是以7.92公厘毛瑟步槍系列為主要武器，但是連年內戰使缺乏軍火生產能力的軍閥對各種武器都來者不拒；日本在一戰期間已經外銷各式武器給中國各路軍閥，但當時的輸出主力槍械為三十年式步槍，段祺瑞簽訂西原借款後，動用該批款項在1917年向日本採購包括三八式步槍在內的輕重武器，這是中華民國採購三八式步槍的最早可考紀錄。
一戰後雖然各國簽訂對中國的軍火禁運條約，但仍然有大量軍火以廢棄軍品的名義流入中國，或是以走私方式夾帶闖入，其中也包括日本步槍。日本以軍事援助或是經由泰平組合輸出販售給各地军阀武器，奉系、直系、晉系、桂系等军阀势力均曾得到日本输出的三八式步枪，其中晉系军阀阎锡山还建厂生产，太原兵工廠是中國國內唯一曾量產原版三八式的兵工廠，其稱為晉造六五步槍或晉十三式步槍；瀋陽兵工廠並沒有產製三八式，但是因張作霖雇用日本製槍工程師，且兵工廠主事者韓麟春留學日本，因此瀋陽兵工廠設計的步槍雖然槍機本體是毛瑟步槍的結構，但融合部分來自三八式的槍機設計，可以說是其衍生槍型。南方的國民革命軍最早獲得的蘇聯援助武器也是三八式步槍，蘇聯獲得三八式步槍的來源除一战期间由前沙俄政權购得外，还有自日本在西伯利亞出兵期間撤退時繳獲而得，接著再提供給當時缺乏軍火的國民革命軍。
第二次中日戰爭期间在敌后活动的八路军依靠缴获获取三八式步枪。有回忆表明八路军一旦缴到日军原产的38，就会将手中的中国製步枪交给民兵使用。中日戰爭結束後，原本配給日軍的三八式步槍與彈藥隨即轉交到國民革命軍與中國共產黨軍使用；國共內戰期間，國共雙方均使用繳獲的三八式步槍。中華民國政府所屬的兵工署60兵工厂（國防部軍備局生產製造中心第205廠前身）将缴获的6.5毫米口徑的“三八大盖”改膛至国民革命军所慣用的7.92毫米口徑。被改後的“三八大盖”，其弹膛上方均刻有“七九口徑”字樣。中日戰爭結束之初，中華民國沈阳第90兵工厂曾仿造三八式，但把口徑改为7.92毫米，同时把瞄准镜座去掉。因该产品未列入制式，故称其为“临时式步枪”，并在机匣正上方刻“临七九”三字。

### 中華人民共和國（1949年以後）
中華人民共和國建國后，因為後勤等客觀條件仍不寬裕，並沒有立刻將武器退役，而繼續在中國人民解放軍中使用。韓戰爆發时，進入朝鮮半島作戰的前中国人民志愿军中装备为数众多的三八式步槍；以第三十九军为例，装备三八式步枪7,320把、中正式步枪1,512把、春田式步枪2,408把，汤普森冲锋枪3,058把；由投降的国民革命军改编的第五十军装备中正式步枪6,111把、三八式步枪1,575把。随着蘇援普及化，中國人民解放軍全面更換蘇聯體系武裝，三八式步槍才移交给民兵使用。

### 中華民國（遷臺以後）
臺灣雖然也有部分日軍遺留下來，以及從大陸隨中華民國政府軍撤退携带的三八式步槍，在金門戰役時還可以看到國共兩軍交戰時使用，然而當中華民國國軍在1950年代抵達臺灣後三八式已不是他們在實戰時使用的步兵武器，而且隨著時代推移，三八式步槍僅剩教練用（特別是刺槍術），後來也由57式步槍取代。

### 越南
越南戰爭期間，除越南人民軍外、越南南方民族解放陣線及和好教、高臺教等非正規部隊也曾使用三八式步槍作戰。

## 使用國
- 阿尔巴尼亚
- ：太平洋戰爭期間自日軍繳獲。
- 柬埔寨：自投降日軍收繳。
- 中華民國：北洋政府期間從日本進口，以及第二次中日戰爭期間自日軍繳獲。
  - 北洋政府軍
  - 國民革命軍
  - 八路軍
  - 中華民國國軍（使用至1950年代退役）
- 中华人民共和国：八月風暴行動後自中國東北投降的日本關東軍收繳。
  - 中國人民解放軍（使用至1953年韓戰結束後退役）
  - 中國民兵
- 爱沙尼亚：自日本進口。
- 芬兰：繼承自沙俄。
  - 芬蘭國防軍（芬蘭內戰及蘇芬戰爭期間有限使用）
- 法國
- 印度尼西亞：自投降日軍收繳。
- 大日本帝国
  - 日本軍（使用至1945年投降被解取武裝）
- ：自投降日軍收繳。
  - 朝鮮人民軍（使用至1953年韓戰結束後退役）
  - 工農赤衛隊
- ：自投降日軍收繳。
  - 大韓民國國軍（使用至1953年韓戰結束後退役）
- ：自投降日軍收繳。
- 马来西亚：自投降日軍收繳。
- 滿洲國：二戰期間由日本供應。
  - 滿洲國軍
- 墨西哥：自日本進口。
- 緬甸：自投降日軍收繳。
- 荷蘭：自投降日軍收繳。
- 菲律賓：自投降日軍收繳。
- 波蘭
- 俄罗斯帝国：一戰前及期間自日本進口。
  - 俄羅斯帝國陸軍
- 苏维埃俄国：繼承自前沙俄政權。
  - 工農紅軍
- 苏联：繼承自前沙俄政權及日蘇戰爭期間繳獲自日軍。
- 西班牙第二共和国
- 泰國：自日本進口。
  - 暹羅軍隊
- 英國：一戰前自日本進口。
  - 英國軍隊
- 越南民主共和国：自投降日軍收繳。
  - 越南人民軍（法越戰爭及越南戰爭期間有限使用）

## 流行文化

### 漫畫
- 《少女終末旅行》：女主角之一的尤莉攜帶的槍枝是就是三八式步槍。
- 《黃金神威》：陸軍第七師團的士兵與尾形百之助都有使用。

### 電子遊戲
- 2016年—《戰地風雲1》
- 2017年—《決勝時刻：二戰》
- 2022年—《應徵入伍》

## 資料來源
1. ↑  .   [2007-09-02]. （原始内容存档于2007-08-29）.
2. ↑  陸軍省兵器局銃砲課『三八式小銃弾薬盒加修及四四式騎銃負革分数交換ニ関スル件』大正5年アジア歴史資料センターRef:C02031956300
3. ↑  大阪砲兵工廠『防楯試験器トシテ三八式小銃三挺備附ノ件』大正7年アジア歴史資料センターRef:C03011071800
4. ↑  陸軍技術本部『三八式小銃実包小付ノ件』大正9年アジア歴史資料センターRef:C03011373300
5. ↑  . dl.ndl.go.jp.   [2021-09-22]. （原始内容存档于2021-11-14） （日语）.
6. ↑  .   [2014-02-10]. （原始内容存档于2014-04-03）.
7. ↑  В. Г. Фёдоров «В поисках оружия»Template:Уточнить
8. ↑  .   [2007-10-23]. （原始内容存档于2017-10-18）.